# Guillaume-Antoine Olivier

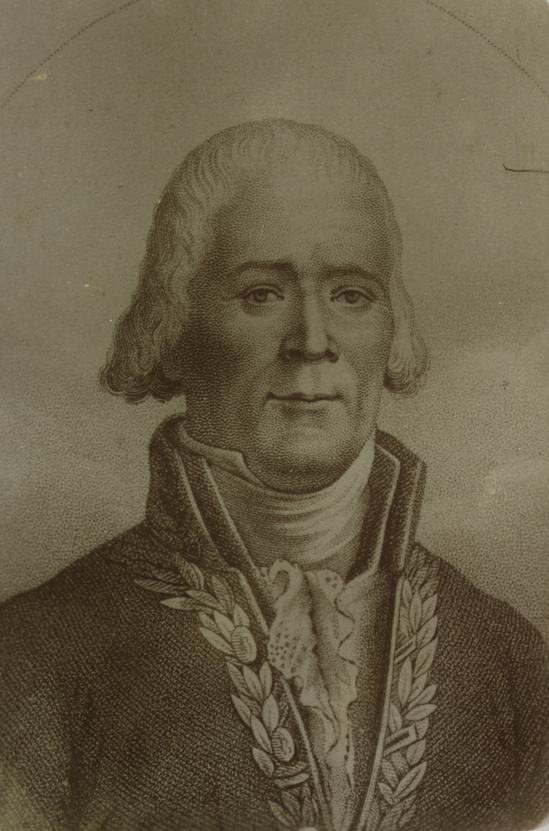
Guillaume-Antoine Olivier

Guillaume-Antoine Olivier (* 19. Januar 1756 in Les Arcs bei Toulon; † 1. Oktober 1814 in Lyon) war ein französischer Arzt und Zoologe. Sein offizielles botanisches Autorenkürzel lautet „Olivier“.   

## Leben und Wirken
Als Sohn eines Arztes studierte er zunächst ebenfalls Medizin an der Universität von Montpellier, Université Montpellier. Sein Interesse für die Naturgeschichte wurde unter anderem durch Pierre Marie Auguste Broussonet geweckt. Mit geringem Elan praktizierte er Medizin in seiner Heimatstadt Les Arcs.
Olivier bereiste zusammen mit Jean-Guillaume Bruguière von 1792 bis 1798 das östliche Nordafrika und Vorderasien und sammelte dort viele Pflanzen und Tiere. Zahlreiche Käfer wurden von ihm erstmals für die Wissenschaft beschrieben. Er kehrte nach Frankreich mit einer großen naturhistorischen Sammlung aus den bereisten Ländern zurück, wie das Osmanische Reich, Kleinasien, Persien (Iran), Ägypten und einigen Inseln im Mittelmeer, so etwa die griechischen Inseln (Zypern, Kreta (1. August 1794 – 29. Oktober 1794), Santorini, Korfu).

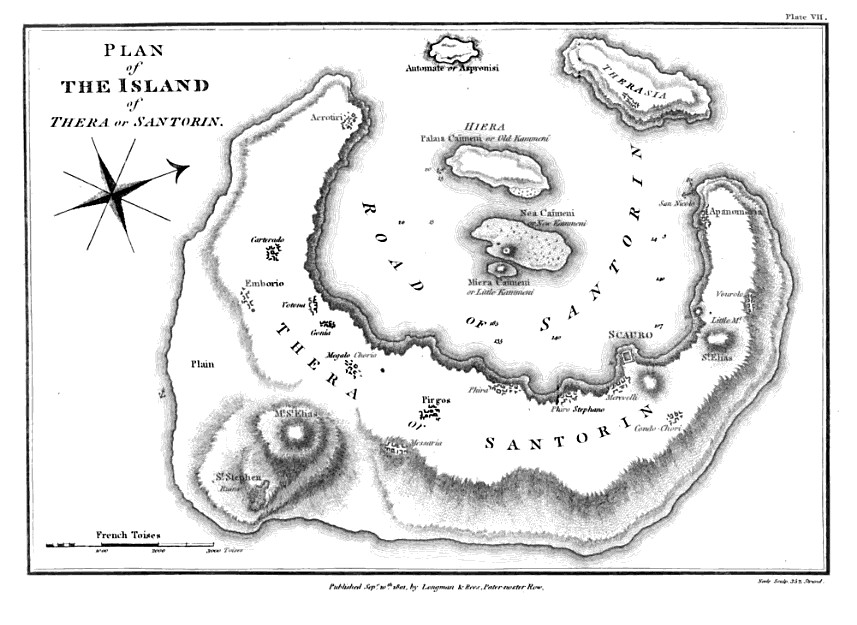
Historische Karte der griechischen Insel Santorini nach Guillaume-Antoine Olivier aus dem Jahre 1801

Während seines Aufenthalts in der Levante, besuchte Olivier Istanbul insgesamt dreimal. Er kam zuerst auf 22. Mai 1793 und lebte dort bis zum 26. Oktober. Sein zweiter Besuch dauerte vom 14. Juli bis zum 30. August 1795, der dritte vom 17. Oktober 1797 bis zum 30. Mai 1798. Im Jahr 1800 wurde er zum Professor für Zoologie an der Tierärztlichen Hochschule in Alfort, École nationale vétérinaire d’Alfort berufen. Seine umfangreiche Sammlung wurde im Muséum national d’histoire naturelle in Paris eingegliedert. Ein kleinerer Teil der Sammlung befindet sich in einem Museum in Edinburgh.
Er war eng mit Johan Christian Fabricius befreundet und ein Förderer Pierre André Latreilles. Aber auch mit Jean-Baptiste de Lamarck und Jean-Guillaume Bruguière war G.-A. Olivier befreundet.
Vom 26. März 1800 an war er Mitglied der Académie des sciences in Paris.

## Ehrungen
Nach ihm ist die Pflanzengattung Oliveria Vent. aus der Familie der Doldenblütler (Apiaceae) benannt.

## Werke (Auswahl)

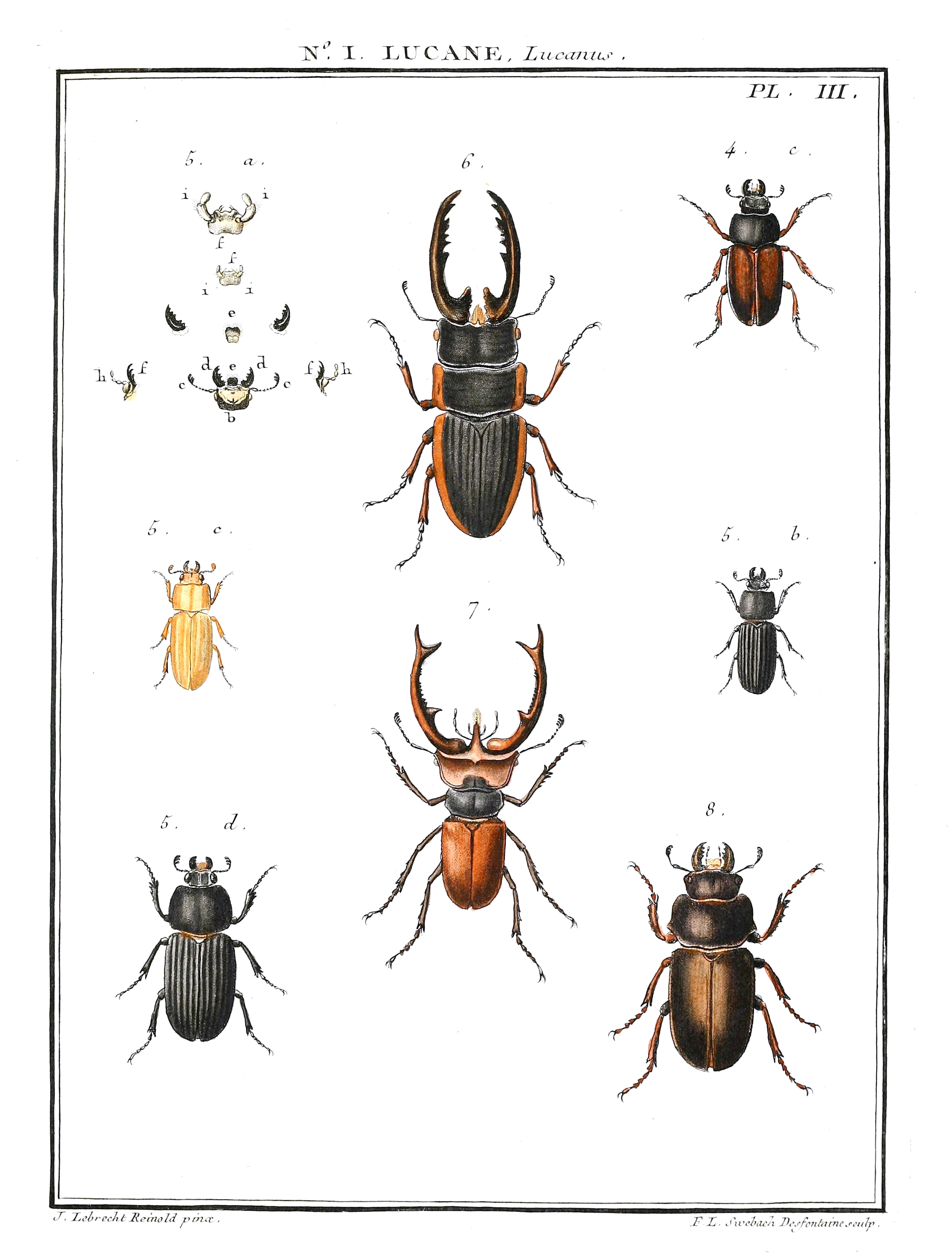
Aus Entomologie, ou histoire naturelle des Insectes

- Voyage dans l'empire Othoman, l'Égypte et la Perse, 1801–1807. (Reise durch das Türkische Reich, Egypten und Persien, während der ersten sechs Jahre der französischen Republik oder von 1792 bis 1798: Band 1, Band 2, Band 3)
- Entomologie, ou histoire naturelle des Insectes, 1808.
- Encyclopedie methodique. Historie naturelle. Insectes Vol. 5. Panckoucke, Paris. 793 pp. (1790)
- Encyclopedie methodique. Histoire naturelle. Insectes Vol. 5. Panckoucke, Paris. 827 pp. (1792 a.)
- Encyclopedie methodique. Histoire naturelle. Insects. Vol. 6: 369-704. Paris.  (1792 b.)
- Latreille, P. A.; M. Olivier (ed.): Encyclopédie Méthodique. Histoire Naturelle. Insectes. Agasse, Paris. Vol. 8. 567-587. (1811)

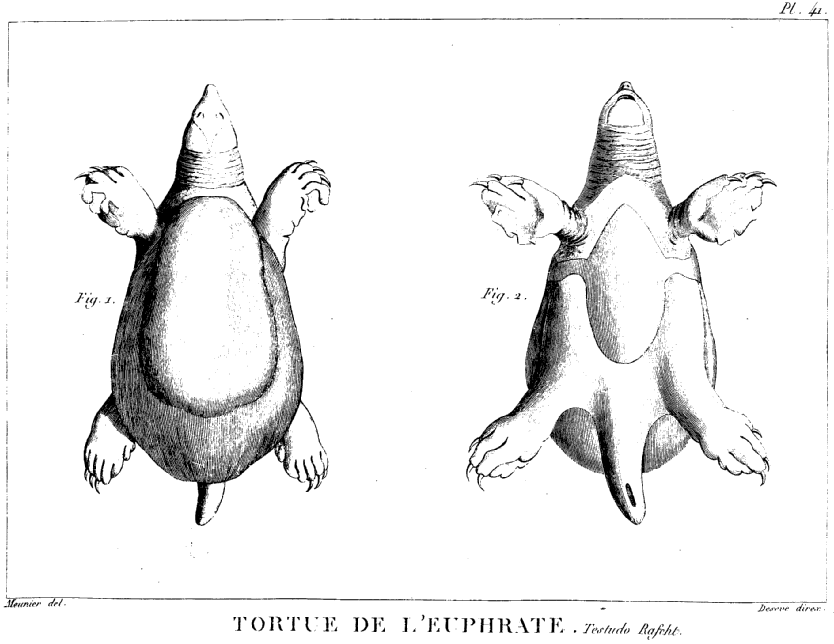
Rafetus euphraticus. Gezeichnet um 1790; publiziert zwischen 1801 und 1807